# Harder Than It Looks
| Recensione | Giudizio |
| ---------- | -------- |
| Rockol     | 7/10     |

Harder Than It Looks è il sesto album in studio del gruppo musicale canadese Simple Plan, pubblicato indipendentemente il 6 maggio 2022. Si tratta del primo album del gruppo pubblicato senza il bassista David Desrosiers, comunque reso partecipe delle registrazioni del disco prima del suo allontanamento dalla formazione nel 2020.
Il 13 ottobre 2023 viene pubblicata una versione di Iconic con la partecipazione della cantante statunitense Jax.

## Tracce
1. Wake Me Up (When This Nightmare's Over) – 3:36
2. Ruin My Life (feat. Deryck Whibley) – 3:19
3. The Antidote – 3:15
4. Million Pictures of You – 3:26
5. Anxiety – 3:29
6. Congratulations – 3:16
7. Iconic – 3:05
8. Best Day of My Life – 3:26
9. Slow Motion – 3:59
10. Two – 3:48

## Formazione
- Pierre Bouvier – voce, pianoforte in Wake Me Up (When This Nightmare's Over), programmazione aggiuntiva, tastiera
- Jeff Stinco – chitarra solista
- Sébastien Lefebvre – chitarra ritmica, cori
- David Desrosiers – basso, cori
- Chuck Comeau – batteria